# 羽田空港の奇跡/KIBOU
「羽田空港の奇跡/KIBOU」（はねだくうこうのきせき/キボウ）は、TOKIOの45枚目のシングル。2012年2月29日にJ Stormから発売された。

## 概要
前作『見上げた流星』から約9か月ぶりのリリースとなるシングルで、『advance/また朝が来る』約2年ぶりの両A面シングルである。表題曲の1つの「羽田空港の奇跡」は、松岡昌宏が主演を務めたテレビ朝日系金曜ナイトドラマ『13歳のハローワーク』の主題歌。もう1つの表題曲「KIBOU」は、TOKIOが出演した「ヤマト運輸」のCMソングで、ダブルタイアップとなっていた。
当初は2012年2月1日に「KIBOU」のみのシングル発売が予定されていたが、2012年1月12日付で2月29日に「羽田空港の奇跡」との両A面という形態に変更され発売することが発表。また「KIBOU」は、『第63回NHK紅白歌合戦』で披露された。
初回限定盤1、初回限定盤2、初回限定盤3、通常盤という4形態でリリースされており、初回限定盤1には「羽田空港の奇跡」のビデオクリップとメイキングが収録されたDVD、初回限定盤2には「羽田空港の奇跡」のマルチアングルのビデオクリップであるver.2が収録されたDVD、初回限定盤3には「KIBOU」のビデオクリップが収録されたDVDがそれぞれ付属している。通常版のCDのみカップリング曲の「ストロボ」と「PERFECT LIFE」と表題曲のBacking Trackが収録されている。また、初回限定盤1と初回限定盤2のみ紙ジャケット仕様となっており、初回限定盤3はTOKIOがヤマト運輸の制服を着用したコラボレート仕様のジャケットデザインである。

## 収録曲

### CD
※は通常盤のみ収録。
1. 羽田空港の奇跡
作詞・作曲：横山剣、編曲：横山剣・KAM
  - テレビ朝日系金曜ナイトドラマ『13歳のハローワーク』主題歌
2. KIBOU
作詞：小川マキ、作曲：森元康介、編曲：大西省吾
  - 「ヤマト運輸」CMソング
3. ストロボ ※
作詞・作曲・編曲：HIKARI、Strings Arrangement：山原一浩
4. PERFECT LIFE ※
作詞・作曲：オオヤギヒロオ、編曲：KAM
5. 羽田空港の奇跡（Backing Track）
6. KIBOU（Backing Track）

### DVD

#### 初回限定盤1
1. 羽田空港の奇跡（Video Clip）
2. 羽田空港の奇跡（Making）

#### 初回限定盤2
1. 羽田空港の奇跡（Video Clip ver.2）

#### 初回限定盤3
1. KIBOU（Video Clip）